# Pholidobolus celsiae
Pholidobolus celsiae — вид ящірок родини гімнофтальмових (Gymnophthalmidae). Ендемік Колумбії. Описаний у 2023 році.

## Поширення і екологія
Pholidobolus celsiae відомі з трьох місцевостей, розташованих в горах Західного хребта Колумбійських Анд в департаменті Рисаральда. Вони живуть у вторинних заростях на узліссях гірських хмарних лісів, на висоті від 1720 до 1900 м над рівнем моря.